# ريتشارد إلمان
ريتشارد إلمان (بالإنجليزية: Richard Elman)‏ (23 أبريل 1934، بروكلين في الولايات المتحدة - 31 ديسمبر 1997)؛ شاعر، صحفي وروائي أمريكي. درس في جامعة سيراكيوز.